# Radics Kornélia
Radics Kornélia (Nagykanizsa, 1973. június 29. –) magyar meteorológus, csillagász, az Országos Meteorológiai Szolgálat elnöke (2013–2022).

## Életútja
1991-től az ELTE Meteorológus Szakán folytatta tanulmányait. 1997-ben meteorológus, 1999-ben csillagász oklevelet szerzett. 1997-ben jelentkezett az ELTE Földtudományi Doktori Iskolájának Földrajz-Meteorológia doktori programjára. 2004-ben szerzett PhD fokozatot "A szélenergia hasznosításának lehetőségei Magyarországon: hazánk szélklímája, a rendelkezésre álló szélenergia becslése és modellezése" témájú doktori dolgozatával.
2001 és 2013 között a Magyar Honvédségnél dolgozott. 2001 és 2007 között a Magyar Honvédség Meteorológiai Szolgálat Információtechnikai és Koordinációs Osztályán, 2007-től az MH Geoinformációs Szolgálat, Időjárás Előrejelző és Szakkiképzési Osztályán töltött be a meteorológus főtiszti, majd osztályvezető-helyettesi pozíciót.
2013 és 2022 között az Országos Meteorológiai Szolgálat elnöke volt.
1997-től oktat az ELTE Meteorológiai Tanszékén különböző tárgyakat (Klimatológia, Válogatott fejezetek a matematikából, Bevezetés a meteorológiába, Katonai meteorológia, Repülésmeteorológia).

## Díjai
- Hille Alfréd-díj (1996)
- Pro Scientia Aranyérem (OTDK) (1997)
- Pro Meteorologia emlékplakett (2013)